# André Ricardo
André Ricardo, nome artístico de José Roberto Castro Pinto (São Paulo, 28 de outubro de ? ), é um cantor brasileiro de música popular.
Iniciou profissionalmente sua carreira em 1977. Participou de diversos programas de televisão tais como Almoço com as Estrelas, Clube do Bolinha, Mulheres, Programa Raul Gil, Os Galãs Cantam e Dançam aos Domingos (quadro do Programa Silvio Santos), Programa Sula Miranda, Programa Dárcio Campos,Programa Carlos Aguiar, Viola, Minha Viola, Canta Viola, e diversos programas regionais por todo o Brasil.
André Ricardo viaja por todo o Brasil com o Show Revivendo, onde apresenta sucessos da Jovem Guarda nos anos 60 até sucessos dos dias de hoje.

## Discografia[2]
1976 - Gravou seu primeiro disco pela gravadora CBS (hoje Sony Music), sendo lançado em 1977, onde se lançou também como compositor, gravando a musica Vivo por Viver, em parceria com Lenny Marcos. 
Pela CBS gravou mais dois discos, O Sonho Acabou (!979) e Apenas Uma Noite(1980). Trabalhos esses que o levaram a viajar por todo o país a alguns países da América Latina. 
1981- Gravou LP com Produção da cantora Nalva Aguiar, pelo selo Rodeio da Warner Bross, onde trazia sucessos da musica sertaneja, tais como: No colo da noite, Chitãozinho e Xororó, Mocinhas da cidade, Do mundo nada se leva, entre outros. 
Pela gravadora CID lançou um outro disco, trazendo uma releitura das musicas Lobo Mau e O Vagabundo, dois grandes sucessos dos anos 60. 
Em 2003, André Ricardo preparou um novo trabalho, gravado no Estúdio Macson em São Paulo. Para esse CD, André Ricardo selecionou um repertório com canções de linguagem simples no estilo romântico, lembrando muito as melodias dos anos 60, 70 e 80. Nesse trabalho ele assinou sete faixas: a faixa título do CD Amor Paixão (de sua autoria), Hei! Você e Não Sou Estrangeiro (com Edson Frank), Sempre que Penso em Você e Coisas de Mulher (com Maria da Paz), Perder ou Ganhar (com Fátima Romero e Gabriel Gomes), e a releitura de Namorada (em parceria com Mário José). 
Em 2006 lançou o CD André Ricardo em Ritmo de Seresta, com releituras de grandes sucessos, tais como Vivendo por Viver (gravado por Roberto Carlos e Zezé di Camargo & Luciano), Muito Estranho (sucesso do Dalto), Fantasias (de José Augusto), Fogo e Paixão (de Wando, Vai Dar Namoro (de Bruno & Marrone), entre outros. 
Seus mais recentes trabalhos EP's: Oh! Meu Pernambuco - um frevo de sua autoria, em Homenagem ao Carnaval de Recife e região. 
Eu vou tirar você desse lugar - Releitura desse grande sucesso de Odair José 
Tocando em frente - Clássico da nossa MPB de Almir Sater e Renato Teixeira 
Pingos de amor - Outra releitura em rítmo de reggae, do clássico de Paulo Diniz,  
Você vai gostar (Lá no pé da serra) - Releitura desse clássico sertanejo, de autoria do Maestro Elpídio dos Santos  